# 300 (số)
300 (ba trăm) là một số tự nhiên ngay sau 299 và ngay trước 301.